# Wiembachtal und Oelbachtal
Das Naturschutzgebiet Wiembachtal und Oelbachtal liegt auf dem Gebiet der kreisfreien Stadt Leverkusen in Nordrhein-Westfalen. Das Gebiet liegt nordöstlich der Kernstadt Leverkusen südlich des Stadtteils Bergisch Neukirchen im Bereich des Zusammentreffens von Oelbachtal und Wiembachtal.

## Beschreibung
Das etwa 23 ha große Gebiet wurde im Jahr 2006 unter der Schlüsselnummer LEV-015 unter Naturschutz gestellt.
Das Landesamtes für Natur, Umwelt und Verbraucherschutz in NRW beschreibt in seiner Fachinformation das Naturschutzgebiet als

„Grünlandzüge entlang der Bäche mit steilen, bewaldeten Hängen. Der Ölbach wird von einer Feuchtwiese auf dem Talgrund und Buchenwald am Hang begleitet. Kurz vor der Einmündung des Ölbaches liegt östlich ein von Erlen umgebender Teich, der durch Abgrabung von gelagerten Schadstoffen entstanden ist. Westlich ist eine weitere Feuchtwiese an die sich in Südexposition fettes Grünland, eine Obstwiese und eine Magerwiese anschließen. Die Bäche werden von Ufergehölzen, sowie kleinen Waldabschnitten begleitet. Beide Talzüge sind typsche bergische Bachtäler in gutem Erhaltungszustand. Im Biotopverbund der Bachtäler stellen sie die Kernzone für Leverkusen dar. Der Erhalt und die Förderung der strukturellen Vielfalt sollen durch eine naturgemäße Bewirtschaftung erfolgen.“

Eine Kartierung des NABU – Naturschutzstation Leverkusen-Köln – aus dem Jahr 2021 ergab eine große Zahl bemerkenswerter und teils seltener Pflanzenarten (in Klammern: Rote Liste – Einstufung) im Gebiet, u. a.: Breitblättriges Knabenkraut (Dactylorhiza majalis) (RL 3), Geflecktes Knabenkraut (Dactylorhiza maculata agg.) (RL S), Elsbeere (Sorbus torminalis) (RL 3S), Hohe Schlüsselblume (Primula elatior), Kohldistel (Cirsium oleraceum) (RL V), Kuckucks-Lichtnelke (Lychnis flos-cuculi), Moor-Labkraut (Galium uliginosum), Sumpf-Dotterblume (Caltha palustris), Großes Windröschen (Anemone sylvestris) (RL 1S), Entferntährige Segge (Carex distans) (RL 1) und Zweizeilige Segge (RL 3).

## Schutzziele
Als Schutzziel wird die Erhaltung, Schutz und Pflege eines Bachtales mit naturnahem Bach, Auwaldresten, naturnahen Hangwäldern sowie Feucht- und Magergrünland formuliert.

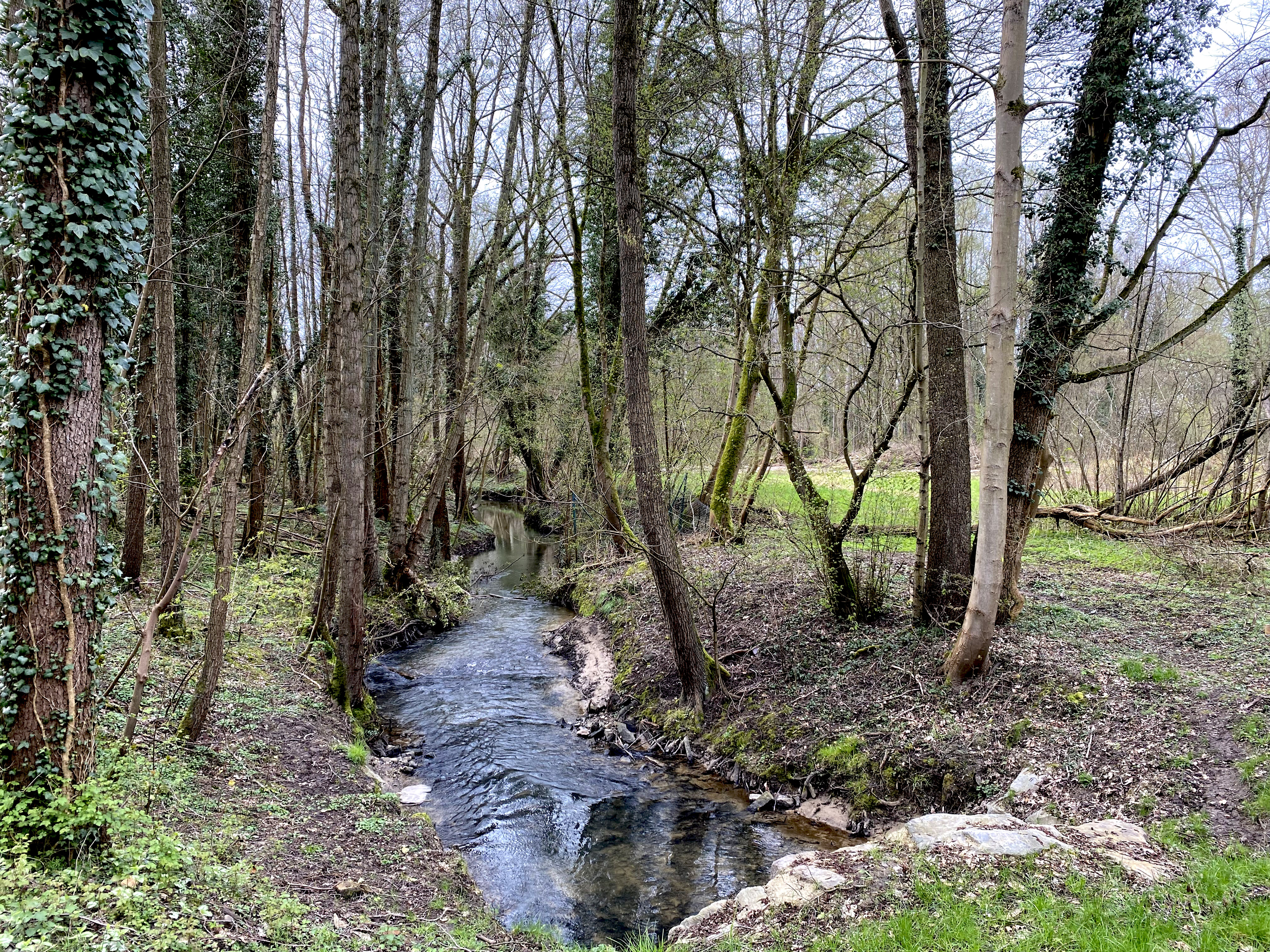
Wiembach an der Neukronenberger Straße
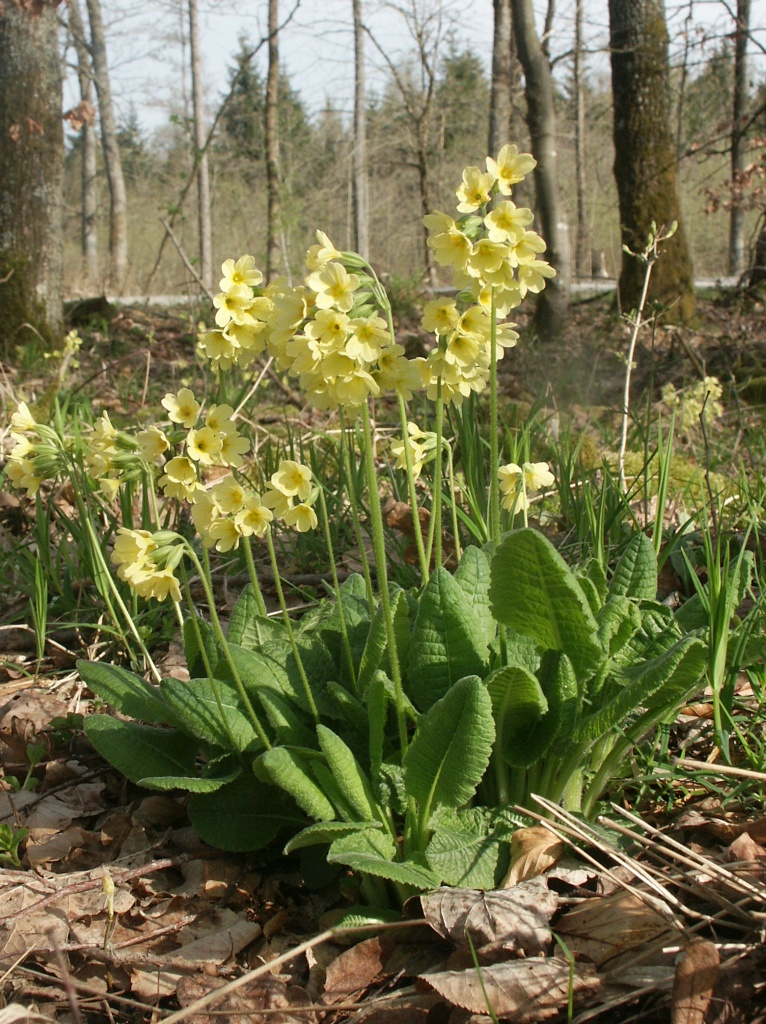
Hohe Schlüsselblume (Primula elatior)
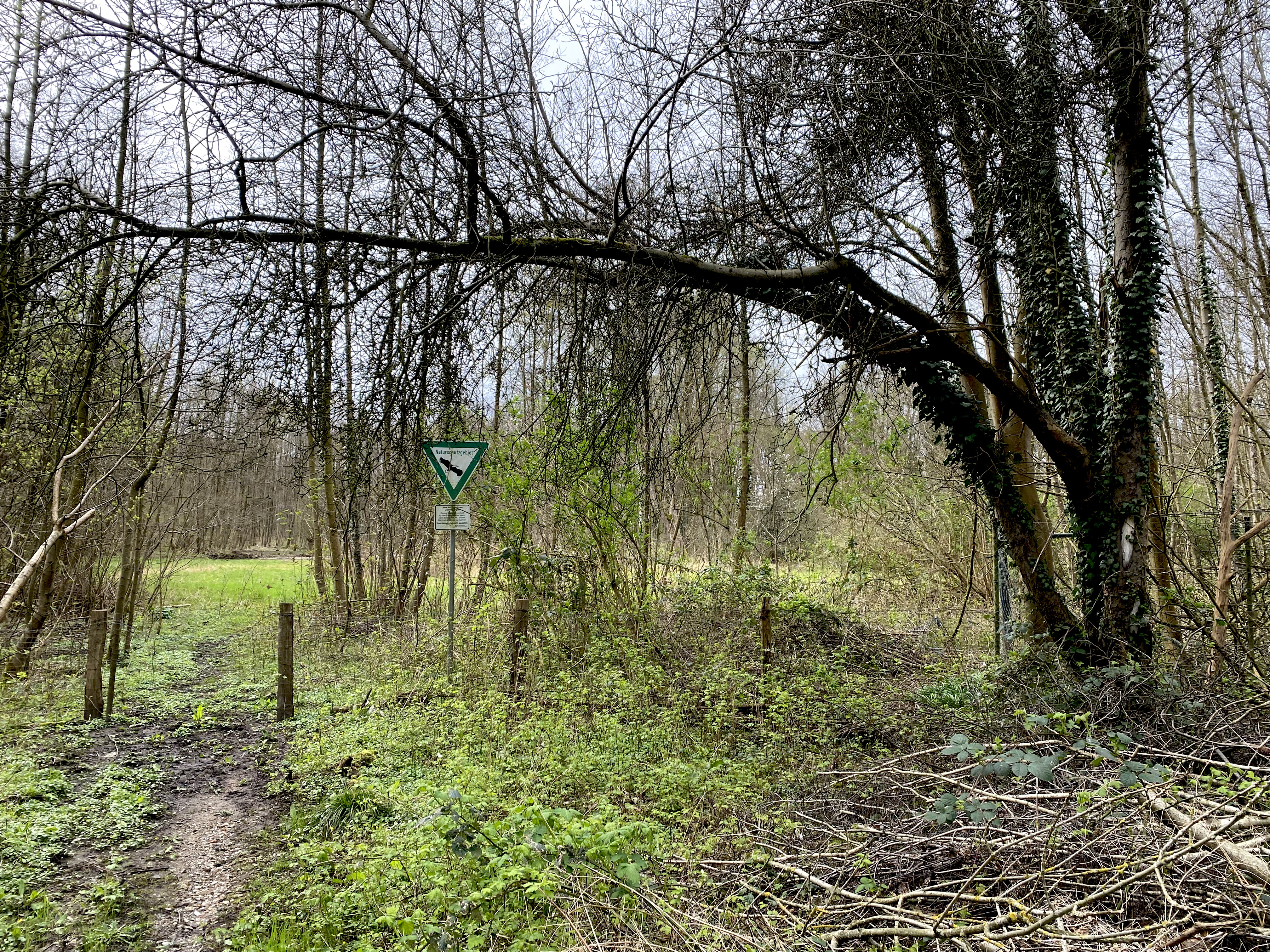
NSG im Wiembachtal
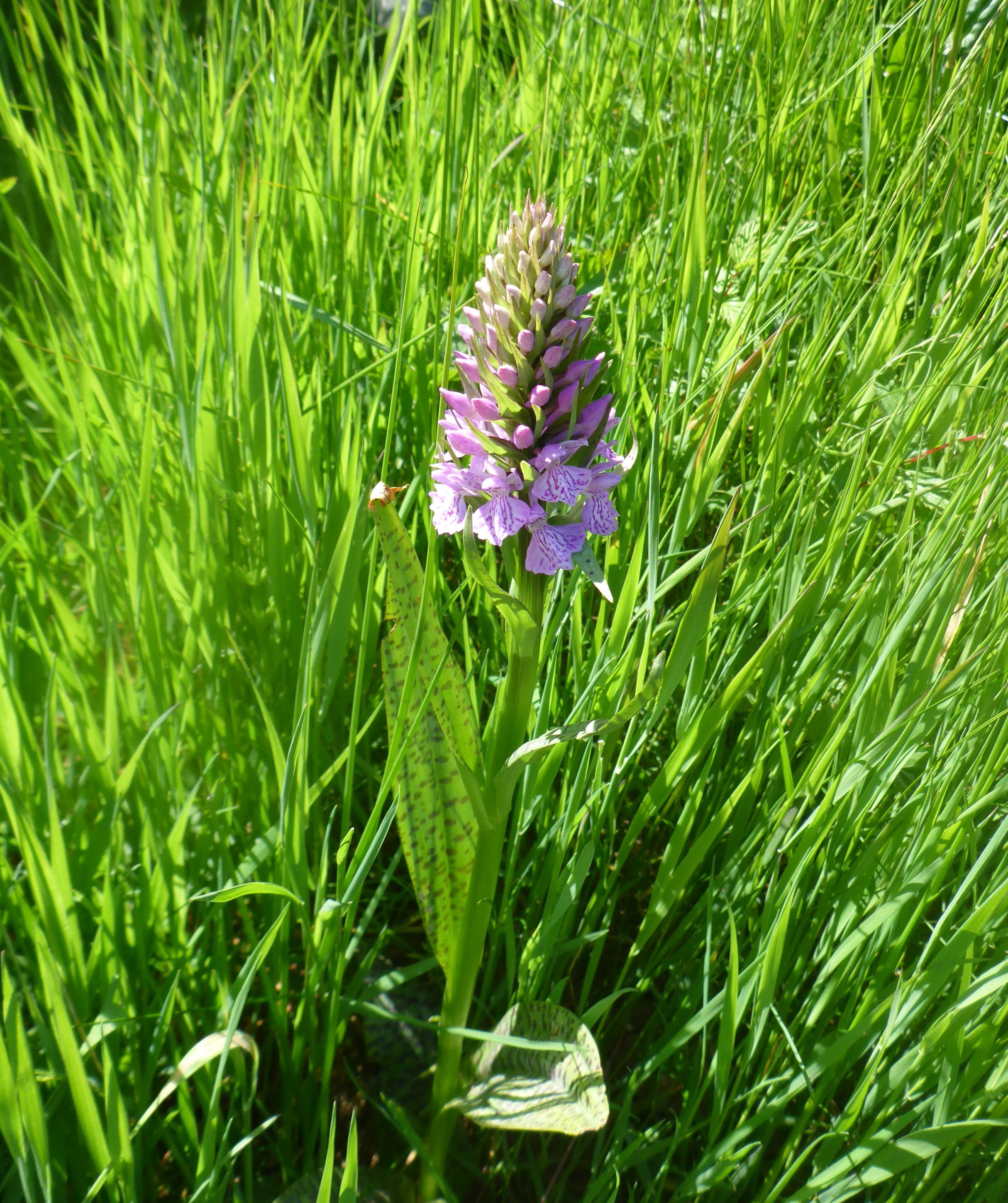
Breitblättriges Knabenkraut (Dactylorhiza majalis)
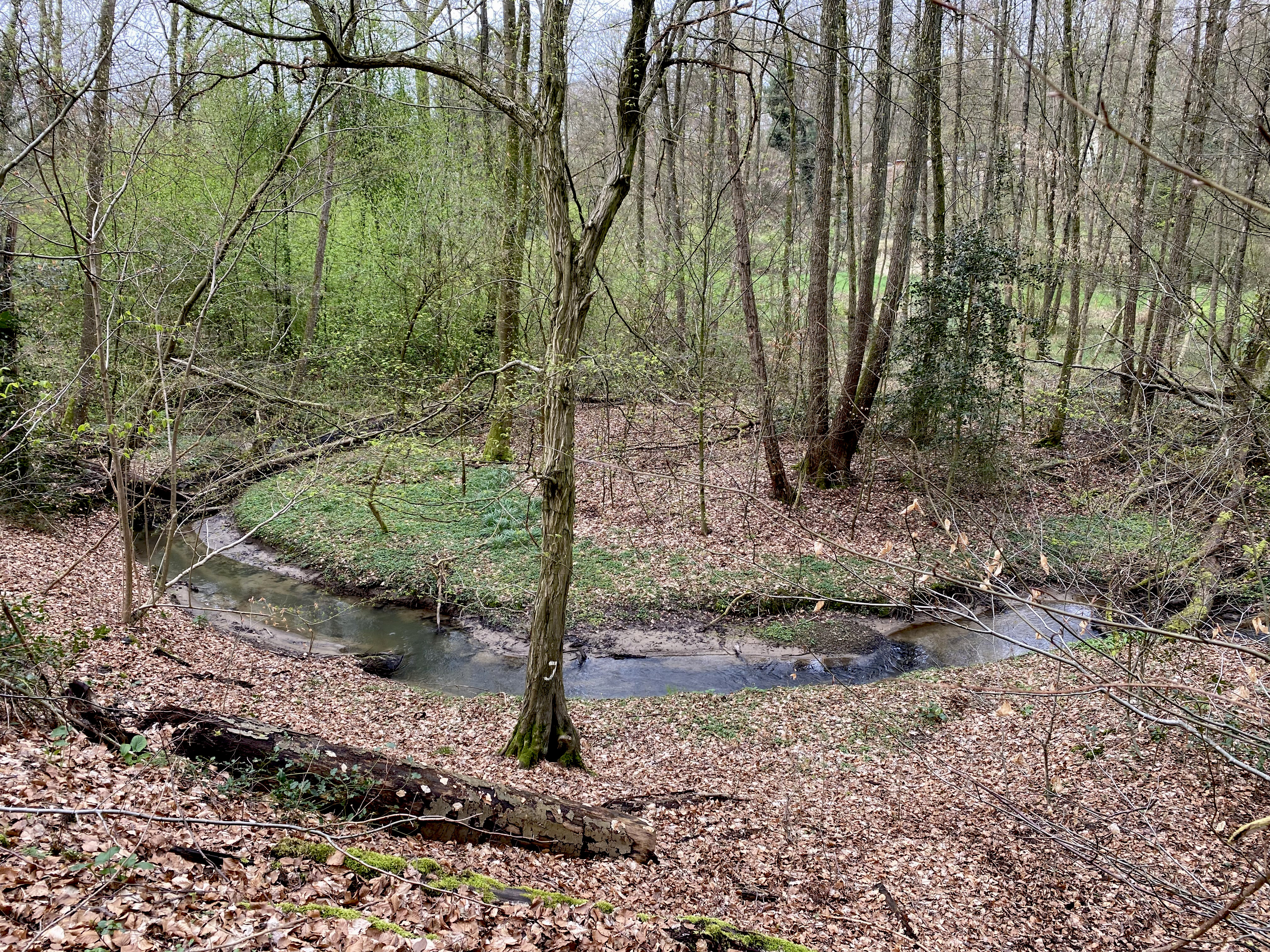
NSG im Ölbachtal
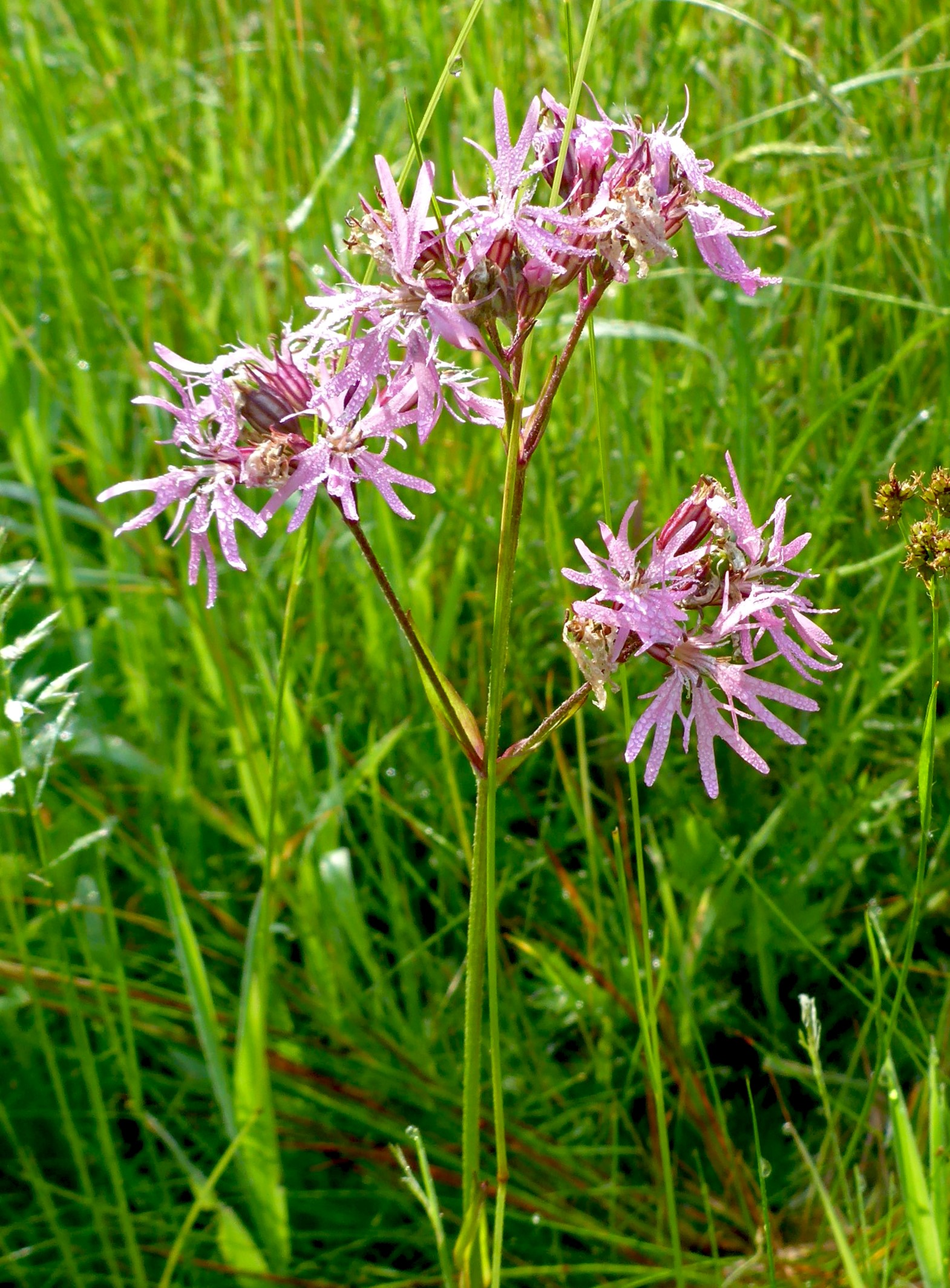
Kuckucks-Lichtnelke (Lychnis flos-cuculi)
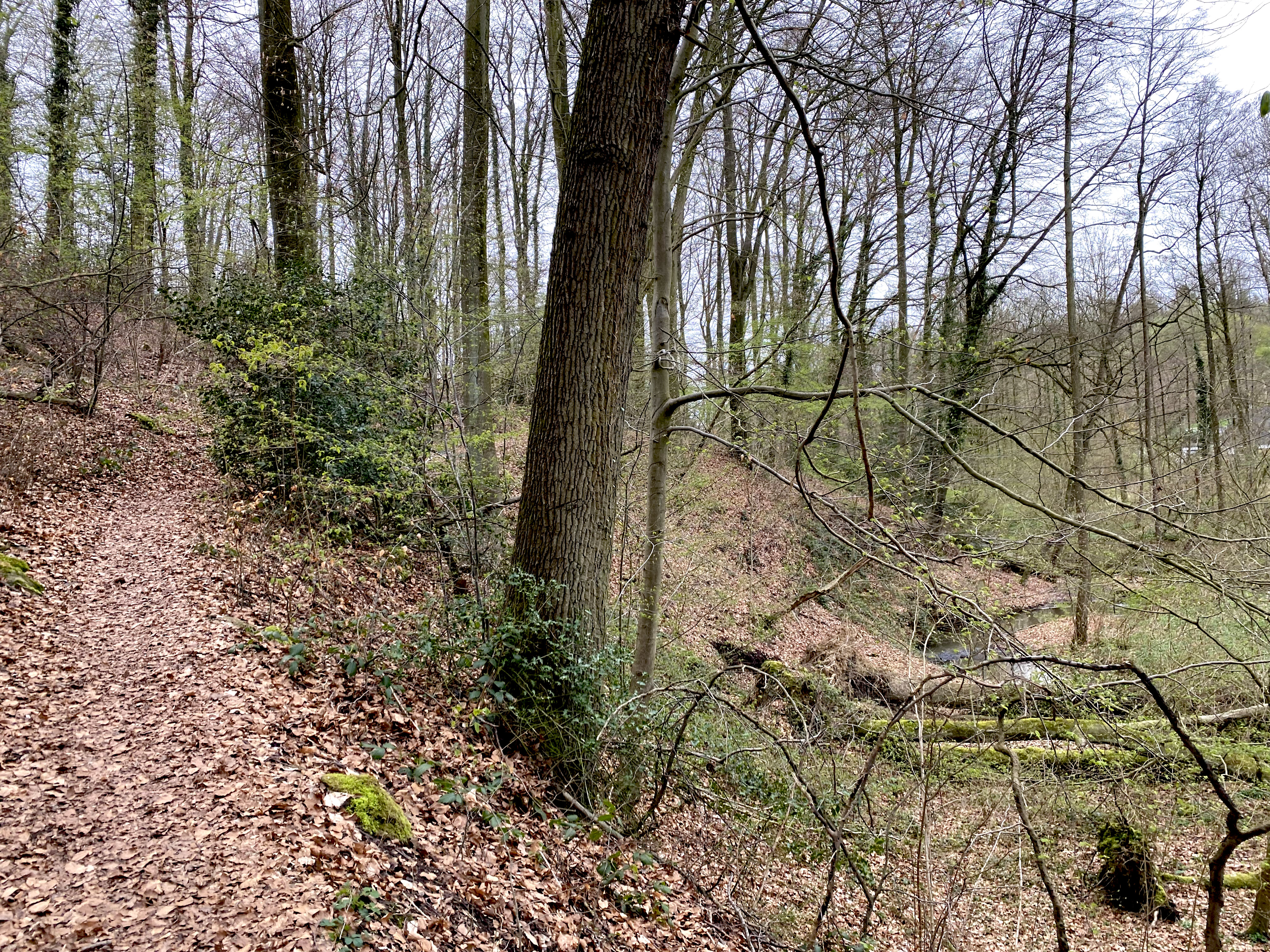
NSG im Ölbachtal
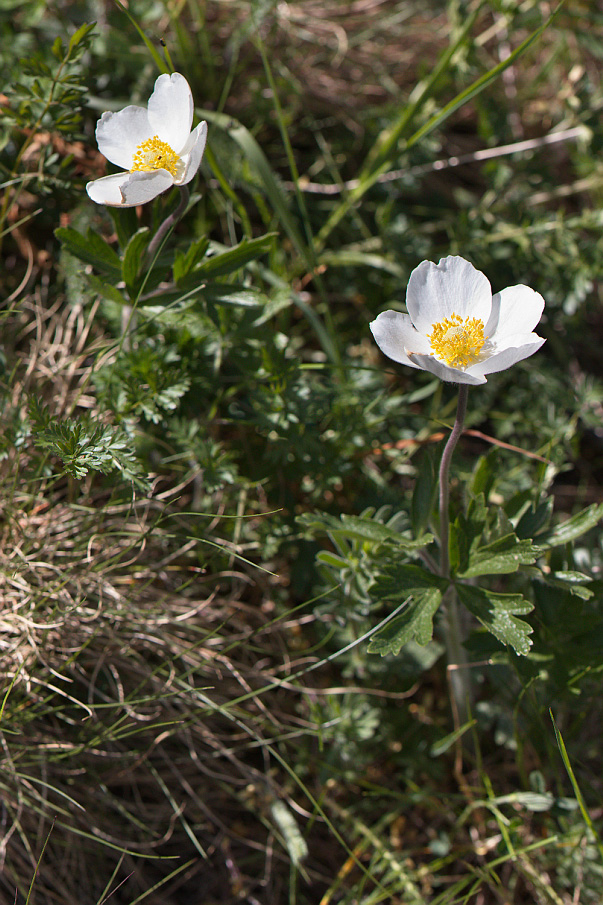
Großes Windröschen (Anemone sylvestris)